# Строитель (Псковская область)
Строитель — деревня в Струго-Красненском районе Псковской области России. Входит в состав сельского поселения «Новосельская волость».

## География
Находится на северо-востоке региона, в южной части района, двумя кварталами по шоссе Санкт-Петербург — Киев у р. Цапелька.
Уличная сеть не развита.

## История
Согласно Закону Псковской области от 28 февраля 2005 года деревня Строитель вошла в состав образованного муниципального образования Цапельская волость.
До апреля 2015 года деревня Строитель входила в Цапельскую волость.
В соответствии с Законом Псковской области от 30 марта 2015 года № 1508-ОЗ деревня Строитель, вместе с другими селениями упраздненной Цапельской волости, вошла в состав образованного муниципального образования Новосельская волость.

## Население
| 2001 | 2002 | 2010 | 2011 |
| ---- | ---- | ---- | ---- |
| 3    | ↗13  | ↘4   | ↗7   |

## Инфраструктура
Почтовое отделение, обслуживающее д. Строитель, — 181125; расположено в д. Цапелька.

## Транспорт
Проходит федеральная трасса Р-23 Псков (239-й километр) (До 31 декабря 2017 — автомагистраль М20).